# Ян Гнінський (брацлавський воєвода)

Герб Трах.

Я́н Гнінський (пол. Jan Gniński; 1647 / бл. 1655 — початок 1703) — державний, політичний і військовий діяч Речі Посполитої, дипломат. Представник шляхетського роду Гнінських, гербу Трах.

## Життєпис
Син підканцлера великого коронного, мальборського воєводи Яна Гнінського й Дороти Яскульської, гербу Лещиць.
Батько сприяв зацікавленню публічною службою. 1677 року Ян Гнінський був маршалком Хелминського сеймику. Невдовзі почав вивчати дипломатію, у 1677—1678 роках брав участь у посольстві до Османської імперії, супроводжуючи батька як писар посольства. У 1678 році став чернігівським воєводою. Ширша публічна діяльність почалась 1679, разом з референдарем литовським Кипріяном Бжостовским був послом до Москви: посольство не здобуло бажаного результату, але за працю отримав у 1680 році староство радиньське. Восени 1682 року король призначив амбасадором в Парижі для збору даних про планований розрив між Австрією та Францією; місія не вдалась. Весною 1683 був з посольськими місіями у Франції, Англії, Голландії, Данії, Швеції, Бранденбургу для отримання допомоги проти турків. Добрався тільки до перших 3-х країн, результату не було. Попри досить тісні зв'язки з королівським двором, не брав значної участі в політичному житті. 24 лютого 1694 став поморським воєводою та старостою скаржевським. Під час безкоролів'я у 1696 був комісаром до перемовин з електором про Ельблонг, з військом — про виплату жолду. Підписав виборний документ, згідно з яким королем Речі Посполитої було вибрано Августа II Фрідріха Сильного. 1702 отримав війтовство у Родатичах.
1694 р. Стефан Александр Потоцький сильно побив булавою (або пірначем) швагера — брацлавського воєводу Яна Гнінського, король Ян III Собеський, всупереч симпатії до С. А. Потоцького, не хотів слухати про перепрошення кілька місяців, яке прийняв лише 14 липня.

### Посади
Воєвода чернігівський (1678—1680), брацлавський (1685—1694, став завдяки протекції батька) і поморський (24 лютого 1694—1703), сенатор. Староста радинський (з 1680); книшинський (з 1688/ 1690) та городецький (з 1688/1690), які отримав від брата Владислава замість за Радинське староство; скаршевський (з 1694).

### Сім'я
1670 року одружився з Тересою Потоцькою, гербу Золота Пилява — дочкою брацлавського воєводи Яна Потоцького. Дітей не мали, дружина повторно вийшла заміж за старосту плоскирівського та городоцького Томаша Юзефа Замойського.